# Skok Henry’ego
Skok Henry’ego (ang. Henry's Crime) – amerykańska komedia kryminalna z 2011 roku w reżyserii Malcolma Venville’a. Wyprodukowany przez Moving Pictures Film and Television i Maitland Primrose Group.

## Opis fabuły
Henry (Keanu Reeves) zostaje skazany za napad na bank, którego dokonali jego znajomi. W więzieniu zaprzyjaźnia się z oszustem, który wywiera na niego ogromny wpływ. Po odzyskaniu wolności Henry postanawia popełnić przestępstwo, za które wcześniej został niesłusznie skazany.

## Obsada
- Keanu Reeves jako Henry Torne
- James Caan jako Max Saltzman
- Vera Farmiga jako Julie Ivanova
- Judy Greer jako Debbie Torne
- Fisher Stevens jako Eddie Vibes
- Peter Stormare jako Darek Millodragovic
- Bill Duke jako Frank
- Danny Hoch jako Joe
- Currie Graham jako Simon